# Suicide by cop
Suicide by cop (dt. etwa ‚Suizid durch Polizisten‘) bezeichnet eine Methode des Suizids mit dem Ziel, das eigene Leben durch tödliche Schüsse zumeist eines Polizisten (oder aber auch durch andere bewaffnete Personen) zu beenden.

## Verlauf, Folgen
Eine sich in suizidaler Verfassung befindliche Person versucht, ihre Absicht umzusetzen, indem sie eine Situation herbeiführt, in der ein Polizist davon ausgeht, sich in einer Notwehr- oder Nothilfesituation zu befinden (Erlaubnistatbestandsirrtum), und von seiner Schusswaffe Gebrauch macht, wodurch der Suizident getötet wird. In manchen Fällen hat die Person zunächst keine Selbsttötungsabsichten. In einer Situation, in der sie von der Polizei bei einer schweren Straftat gestellt wird und nun mit ihrer Verhaftung rechnen muss, entscheidet sie sich jedoch für den Suicide by cop, da sie dies einer Gerichtsverhandlung und drohenden langjährigen Freiheitsstrafe vorzieht. In beiden Fällen werden Polizeibeamte, ähnlich wie Triebfahrzeugführer beim Schienensuizid, vom Suizidenten für sein Vorhaben „benutzt“ und leiden in der Folge oftmals an posttraumatischen Symptomen.

## Vorkommen
Während in Deutschland über diese Art des Suizids selten berichtet wird, gab es in den Vereinigten Staaten seit den 1980er Jahren Medienberichte zu suicide by cop. Seit dieser Zeit hat sich der Ausdruck gegenüber anderen möglichen Bezeichnungen wie etwa suicide by police oder death by cop durchgesetzt. Eine Untersuchung eines Mitarbeiters des Delta Police Department aus dem Jahr 2004 ergab, dass bei knapp einem Drittel der 843 untersuchten Fälle einer Schießerei das Motiv des suicide by cop zugrunde lag. In den Vereinigten Staaten gab es mehrfach Live-Übertragungen von realen Vorkommnissen.

## Suicide by cop im Film
Suicide by cop gehört zur Handlung verschiedener, zumeist US-amerikanischer Spielfilme, so etwa in dem Thriller Der Einsatz, in dem Al Pacino in einer ausweglosen Situation seine Pistole ohne Munition auf mehrere Polizisten richtet, um einer Festnahme zu entgehen, und daraufhin wie gewünscht erschossen wird, oder in Falling Down, New Police Story, Criminal Squad oder Außer Atem. In der Folge Der traurige König der Fernsehreihe Tatort erschießt Kommissar Franz Leitmayr einen Täter, der so sein Leben beenden wollte. In der Folge Schock lässt sich ein Student, der durch die Entführung und im Internet angedrohte Ermordung seiner Eltern auf gesellschaftliche Missstände aufmerksam machen will, von einem Einsatzkommando erschießen, um ein Fanal zu setzen. Im Tatort Freies Land lässt sich der Sektenführer Ludwig Schneider vom SEK erschießen, um dem Betreiben seiner Frau, sich als Verräter der Todesstrafe zu stellen, Rechnung zu tragen.